# Harkål
Harkål (Lapsana communis) är en växtart i harkålssläktet i familjen korgblommiga växter.